# Liste von Persönlichkeiten der Stadt Hohenstein-Ernstthal

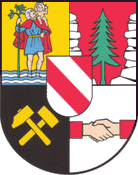
Wappen der Stadt Hohenstein-Ernstthal (ab 1898)

Die Liste von Persönlichkeiten der Stadt Hohenstein-Ernstthal enthält Personen, die in der Geschichte der sächsischen Stadt Hohenstein-Ernstthal (bis 1898 getrennt in die beiden Städte Hohenstein und Ernstthal) eine nachhaltige Rolle gespielt haben. Es handelt sich dabei um Persönlichkeiten, die Ehrenbürger von Hohenstein-Ernstthal oder hier geboren sind oder hier gewirkt haben.
Für die Persönlichkeiten aus den nach Hohenstein-Ernstthal eingemeindeten Ortschaften siehe auch die entsprechenden Ortsartikel.

## Ehrenbürger der Stadt Hohenstein
- 1893:  William Bruno Zeißig (1832–1915), Stadtrat, Ritter
- 1. April 1895: Otto von Bismarck (1815–1898), Reichskanzler

## Ehrenbürger der Stadt Hohenstein-Ernstthal
- Moritz Robert Patz (1869–1946), Bürgermeister 1907–1931 von Hohenstein-Ernstthal
- Paul von Hindenburg (1847–1934), Generalfeldmarschall und Reichspräsident
- Johann Karl Gruber, Handelsrichter, Ritter, Gedenkstein für ihn auf dem Pfaffenberg
- Eduard Oskar Jäckel
- Conrad Anton Clauß (1817–1905), Bankier
- Hermann Säuberlich
- Edwin Redlob
- Bernhard Anger
- Wilhelm Herrmann
- 1993 Werner Legère (1912–1998), Schriftsteller
- 2002 Georg Schindler, Grafiker und Maler

## Söhne und Töchter der Stadt Hohenstein-Ernstthal
- Jeremias Simon (1632–1701), evangelischer Theologe, Dichter und Chronist, geboren in Hohenstein
- Christoph Gottlieb Schröter (1699–1782), Komponist, geboren in Hohenstein
- Christian Ernst Wünsch (1744–1828), Mathematiker und Physiker, geboren in Hohenstein
- Karl Heinrich Ludwig Pölitz (1772–1838), Historiker, geboren in Ernstthal
- Gotthilf Heinrich von Schubert (1780–1860), Naturforscher und Philosoph, geboren in Hohenstein
- Wilhelm Pfotenhauer (1812–1877), Oberbürgermeister von Dresden 1853–1877, 1. Vizepräsident der 1. Kammer des Sächsischen Landtags, geboren in Hohenstein
- Ernst Petzoldt (1832–1894), Jurist, Geheimer Rat, Ministerial- und Abteilungsdirektor im Sächsischen Ministerium für Kultus und öffentlichen Unterricht, geboren in Hohenstein
- Karl May (1842–1912), Schriftsteller, geboren in Ernstthal
- Gustav Hermann Oelsner (1845–1912), Lehrer und Lehrbuch-Autor, geboren in Hohenstein
- Friedrich Reinhold Postelt (1853–1917), Geschäftsführer der Konsum-, Bau- und Sparverein „Produktion“ eGmbH, Aufsichtsrat der Großeinkaufs-Gesellschaft Deutscher Consumvereine mbH (GEG), und Sozialdemokrat, geboren in Hohenstein
- Emma Pollmer (1856–1917), Ehefrau von Karl May, geboren in Hohenstein
- Karl Falcke (1857–1914), Generalleutnant, geboren in Hohenstein
- Erich Wolfgang Degner (1858–1908), Musikpädagoge, Chorleiter und Komponist, geboren in Hohenstein
- William Rittberger (1862–1914), Kaufmann, Politiker und Abgeordneter im Sächsischen Landtag, geboren in Ernstthal
- Karl Heinrich Drescher (1867–1938), Politiker (SPD), Abgeordneter des Sächsischen Landtags, geboren in Hüttengrund
- Hermann Otto (1863–1941), Schriftsteller, Journalist, Artist und Bergbauunternehmer, geboren in Hohenstein
- Johannes Weißenborn (1878–1937), Völkerkundler und Museumsbeamter
- Friedrich Paul Selbmann (1878–1954), Verleger und Politiker der DDP und LDPD. Abgeordneter im Sächsischen Landtag, geboren in Hohenstein
- Paul Heide (1879–1973), Politiker und Gewerkschafter
- Walter Zwingenberger (1880–1963), Kommunalpolitiker, Oberbürgermeister von Zittau
- Hans Wolfgang Reinhard (1888–1950), Offizier, zuletzt General der Infanterie im Zweiten Weltkrieg
- Walter Reber (1891–1944), Widerstandskämpfer gegen den Nationalsozialismus
- Kurt Lohse (1892–1958), Maler der Neuen Sachlichkeit und Opernsänger
- Wilhelm Keilhaus (1898–1977), SS-Offizier und SS-Brigadeführer und Generalmajor der Waffen-SS
- Georg Arthur Oedemann (1901–1996), Schriftsteller
- Herbert Stübner (1903–1962), Maler und Grafiker
- Richard Fritzsche (1910–1976), Journalist und Heimatforscher
- Werner Legère (1912–1998), Schriftsteller
- Kurt Hoppe (1919–1988), Politiker (SPD) und Mitglied des Niedersächsischen Landtages
- Herbert Reichel (1920–1977), Textilunternehmer
- Maria Lindenmeier (1923–2016), geboren als Maria Zwingenberger, Politikerin (SPD), Abgeordnete im Landtag von Schleswig-Holstein
- Konrad Lässig (1927–2007), Architekt
- Harald Linke (1928–2024), Landschaftsarchitekt
- Günther Kretzschmar (1929–1986), Komponist
- Albert Lipfert (1930–2020), Tierarzt und Politiker (SPD), Landrat des Landkreises Seelow und Bürgermeister von Neuhardenberg
- Wolfgang „Büchse“ Winkler (* 1935), Jazzschlagzeuger
- Karl Döring (* 1937), Manager, war von 1979 bis 1985 stellvertretender Minister der DDR für Erzbergbau, Metallurgie und Kali
- Joachim Schimpke (* 1944), Badmintonspieler und Meister des Sports
- Reinhard Keller (* 1945), Politiker, bis 1993 war er Mitglied und Bundesvorsitzender der DSU, danach agierte er parteilos
- Tom Krey (* 1947), Maler, Enkel von Fritz Meißner, Textilfabrikant Hüttengrund
- Regina Röhner (* 1952), Schriftstellerin
- Hans-Uwe Pilz (* 1958), Fußballspieler und -trainer
- Anne-Katrin Altwein (1960–2023), Bildhauerin, Grafikerin und Autorin
- Gunda Röstel (* 1962), Politikerin (Bündnis 90/Die Grünen) und Managerin

## Persönlichkeiten, die mit der Stadt in Verbindung stehen oder standen
- Christian Gotthilf Tag (1735–1811), Kantor und Komponist in Hohenstein
- Samuel Friedrich Strauch (1788–1860), Organist und Kantor in Ernstthal, wurde bekannt als Lehrer von Karl May
- Carl Friedrich Reichel (1800–1860), um 1834 Besitzer der Mohren-Apotheke
- Hans Zesewitz (1888–1976), Lehrer, Stadtarchivar und Karl-May-Forscher
- Arno Wetzel (1890–1977), Zoologe und Hochschullehrer, Lehrer an der örtlichen Berufsschule
- Hubert Schmidt-Gigo (1919–2004), Offizier, Conférencier, Parodist, Rundfunk- und Fernsehmoderator und Motorsportreporter, wuchs als Hubert Schmidt in Hohenstein-Ernstthal auf
- Heinz Tetzner (1920–2007), Maler und Grafiker
- Horst Häupl (1931–2020), Komponist und Musikschulleiter
- Christian Heermann (1936–2017), Karl-May-Biograph, Schriftsteller und Publizist, von 1993 bis 2013 Vorsitzender des Wissenschaftlichen Beirates Karl-May-Haus in Hohenstein-Ernstthal
- Hans-Dieter Steinmetz (* 1951), Autor, Publizist und Karl-May-Forscher, Vorsitzender des Wissenschaftlichen Beirates Karl-May-Haus Hohenstein-Ernstthal
- Norbert Kertscher (* 1954), Politiker (SED/PDS), 1989 Ersten Sekretär der SED-Bezirksleitung Karl-Marx-Stadt
- Rainer Klis (1955–2017), Schriftsteller und von 1991 bis 2016 Betreiber einer Buchhandlung in seinem Wohnort Hohenstein-Ernstthal
- Matthias Weichelt (* 1971), Literaturwissenschaftler und Autor, aufgewachsen in Hohenstein-Ernstthal
- Michael Sonntag (* 1978), Schriftsteller und Kulturwissenschaftler